# Balvu Sporta Centrs
Balvu Sporta Centrs (pol. Centrum Sportowe Balvi) – wielosekcyjny klub sportowy z Balvi. Drużyna piłkarska występuje obecnie w rozgrywkach Latvijas futbola 2. līga.

## Historia
Instytucja centrum sportowego działa od 2002 roku, została założona przez władze Okręgu Balvi. Oprócz piłki nożnej klub posiada sekcje m.in. koszykówki, siatkówki, siatkówki plażowej czy futsalu.
Największym sukcesem w historii działalności piłkarskiej drużyny są występy w Latvijas futbola 1. līga od 2018 roku. Wcześniej rywalizowała w Latvijas futbola 2. līga (grupa Vidzeme). W sezonie 2019 klub zajął ostatnią pozycję w 1. līdze i spadł poziom niżej.

## Dostawca strojów
- 2019: Joma[2]

## Stadion
SC Balvi swoje mecze gra na obiekcie Balvu stadions. W 2019 roku wszystkie trzy boiska w Balvi przechodziły proces rozbudowy. Klub domowe mecze w roli gospodarza rozgrywał w pobliskich miastach - Rugāji oraz Gulbene.

## Pozycje ligowe
- 2016 2. līga 7. miejsce
- 2017 2. līga 7. miejsce
- 2018  1. līga 10. miejsce
- 2019  1. līga 10. miejsce

## Rekordy
Najwyższa ligowa pozycja: 10. miejsce Latvijas futbola 1. līga (2018, 2019)
Najwyższa porażka: 0-15 BFC Daugavpils/Progress, 12.05.2018, (1. līga)
Najwyższe zwycięstwo: 2-0 Staiceles Bebri, 13.10.2018, (1. līga)
Najlepszy strzelec: Kārlis Vanags, 8 bramek (2018)

## Zarząd i sztab szkoleniowy
| Rola                          | Imię i nazwisko |
| ----------------------------- | --------------- |
| Dyrektor/Przedstawiciel klubu | Edgars Kaļva    |
| Rzecznik prasowy              | Rita Šubeniece  |
| Główny trener                 | Ingus Zaharāns  |
| Asystent trenera              | Jānis Žakaritis |
| Lekarz                        | Oskars Klija    |